# Хоракасы
Хоракасы́ (чув. Хуракасси) — выселок в составе Сятракасинского сельского поселения Моргаушского района Чувашии.

## География
Расположен на берегах реки Моргаушка. Расстояние до столицы республики — города Чебоксары — 47 км, до районного центра — села Моргауши — 8 км, до железнодорожной станции — 47 км.

## История
Выселок появился в XIX — начале XX века из деревни Кашмаши. Жители до 1866 года — государственные крестьяне; занимались земледелием, животноводством, сапожно-башмачным, кузнечным промыслами, изготовлением валяной обуви. В 1931 году совместно с деревней Кашмаши образован колхоз «Свобода».
По состоянию на 1 мая 1981 года выселок Хоракасы Сятракасинского сельского совета — в составе колхоза «Свобода»:97.
Административно-территориальная принадлежность
В составе: Акрамовской волости Козьмодемьянского уезда (с XIX века по 1920 год), Чебоксарского уезда (до 1 октября 1927 года), Татаркасинского района (до 16 января 1939 года), Сундырского (до 30 марта 1944 года), Моргаушского (до 14 июля 1959 года), Сундырского (до 20 декабря 1962 года), Чебоксарского (до 11 марта 1964 года), позже и по настоящее время — в составе Моргаушского района:262.  
Сельские советы: с 1 октября 1927 года — Кашмашский, с 29 мая 1947 года — Адабайский, с 28 февраля 1952 года — Кашмашский, с 11 марта 1964 года — Сятракасинский:262.  

## Название
Название деревни от имени Хурас+касси. Чув. хура «чёрный». — Географические названия Чувашской Республики
Исторические и прежние названия
Исторические названия: Выселок Хоракасы, Хорокасы. 
Прежние названия: Хоракасы первая часть, Хоракасы вторая часть (1939—1947) 

## Население
| 2010 | 2012 |
| ---- | ---- |
| 87   | ↗92  |

Число дворов и жителей: в 1858 (вместе с д. Кашмаши) — 250 муж., 246 жен.; 1906 — 11 дворов, 26 муж., 34 жен.; 1926 — 23 двора, 50 муж., 41 жен.; 1939: Х. 1-я часть — 33 муж., 38 жен., Х. 2-я часть — 14 муж., 13 жен.; 1979 — 58 муж., 53 жен.; 2002 — 27 дворов, 96 чел.: 47 муж., 49 жен.; 2010 — 25 част. домохозяйств, 87 чел.: 44 муж., 43 жен. Проживают чуваши, русские.
По данным Всероссийской переписи населения 2002 года в Хоракасах проживали 96 человек, преобладающая национальность — чуваши (97 %).

## Инфраструктура
Функционирует СПК "Племзавод «Свобода» (2010). Имеется магазин.

## Памятники и памятные места
- Мемориальная доска в честь полного кавалера ордена Славы Великой Отечественной войны Быкова Александра Артемьевича (ул. Быкова, 2)[7].

## Уроженцы
- Быков Александр Артемьевич (1921, выс. Хоракасы, Чебоксарский уезд — 1972, д. Семенькасы, Моргаушский район) — участник Великой Отечественной войны, полный кавалер ордена Славы.